# دریاچه امس (واشینگتن)
دریاچه امس، واشینگتن (به انگلیسی: Ames Lake, Washington) یک منطقهٔ مسکونی در شهرستان کینگ است که در ایالت واشینگتن در ایالات متحده آمریکا واقع شده‌ است.

## خصوصیات
دریاچه امس ۴٫۷ کیلومترمربع مساحت و ۱٬۴۸۶ نفر جمعیت دارد و ۱۰۱ متر بالاتر از سطح دریا واقع شده‌است.